# John Somer
John Somer BD (falecido em 28 de novembro de 1573) foi um Cónego de Windsor de 1554 a 1573

## Carreira
Ele foi nomeado:
- Reitor de Stanlake, Oxford 1542
- Reitor de Stoke Hammond, Buckinghamshire 1565
- Prebendário de Lincoln 1546

Ele foi nomeado para o oitavo banco do coro na Capela de São Jorge, Castelo de Windsor em 1554 e ocupou a canonaria até 1573.